# Friedrichshofen
Friedrichshofen is een plaats in de Duitse gemeente Ingolstadt, deelstaat Beieren, en telt 4279 inwoners (2006).